# Dia de Canàries
El 30 de maig és reconegut com el Dia de Canàries. Aquest és un dia festiu en totes les illes de Canàries, en el qual se celebren tot tipus d'activitats culturals i d'oci, així com diversos actes del Govern de Canàries i dels Cabildos insulars de cada illa; així mateix, el President de Canàries lliura en una gal·la institucional els Premis Canàries i les Medalles d'Or com colofó de les activitats que s'han desenvolupat en totes les illes.
Es commemora amb aquest dia, l'aniversari de la primera sessió del Parlament de Canàries, portada a terme el 30 de maig de 1983, uns deu mesos després de publicar-se l'Estatut d'Autonomia de Canàries pel Butlletí Oficial de l'Estat. Aquest primer parlament va ser presidit per Pedro Guerra Cabrera.
L'Estatut de Canàries es va publicar el 10 d'agost de 1982, i, a semblança d'altres estatuts de les altres comunitats autònomes d'Espanya, reconeixia una major autogestió de l'arxipèlag canari dins d'Espanya.
Com antecedents, l'intent de dotar a Canàries d'un Govern autònom es remunta a la Segona República, no obstant això es va posposar per la Guerra Civil i la dictadura franquista; passats 46 anys, Canàries va poder comptar amb un Govern de Canàries el 10 d'agost de 1982 després de la reinstauració de la Democràcia a l'Estat espanyol.